# Liberty & Co.

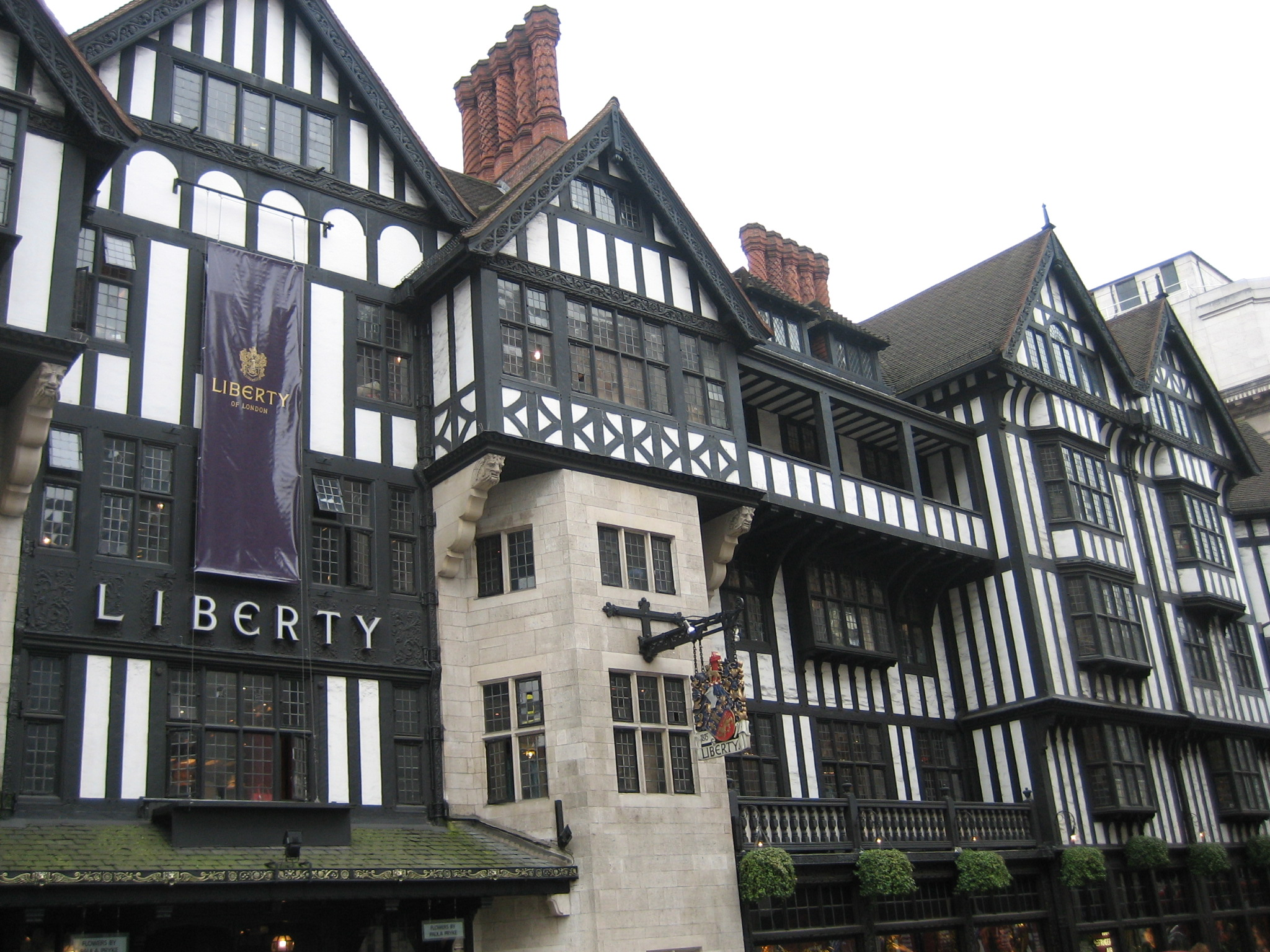

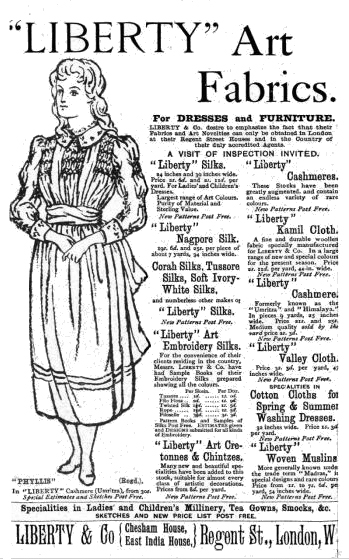
Annons, maj 1888

Liberty är ett varuhus på Regent Street i centrala London, England i hjärtat av West Ends shoppingdistrikt. Det grundades av Arthur Lasenby Liberty 1875. Från början sålde man mest tyger och prydnadsföremål från fjärran östern, men sortimentet utvidgades med tiden, speciellt på inredningssidan.
Under början av 1900-talet var sortimentet mycket starkt inspirerat av Arts and Crafts-rörelsen.